# Callistomys pictus
Callistomys pictus је врста глодара из породице бодљикави или чекињасти пацови (лат. Echimyidae).

## Распрострањење
Ареал врсте је ограничен на једну државу. Бразил је једино познато природно станиште врсте.

## Станиште
Станиште врсте су шуме.

## Угроженост
Ова врста се сматра угроженом.